# Abacetus anjouaniananus
Abacetus anjouaniananus là một loài bọ chân chạy thuộc phân họ Pterostichinae. Loài này được Straneo mô tả lần đầu năm 1973 và là loài đặc hữu của Madagascar.